# Belle Delphine
Pour les articles homonymes, voir Kirschner.

Ahegao.

Mary-Belle Kirschner, née le 23 octobre 1999, plus connue en ligne sous le nom de Belle Delphine, est une personnalité d'Internet, mannequin, actrice pornographique et youtubeuse née en Afrique du Sud. Elle est surtout connue pour son mannequinat et ses cosplay sur Instagram. Ses publications sur la plateforme présentaient une esthétique considérée comme particulière, et étaient souvent influencées par les mèmes et les tendances populaires sur internet.
Durant l'été 2019, Kirschner s'est créé un faux compte sur Pornhub et a commencé à vendre son produit « GamerGirl Bath Water »  via sa boutique en ligne, ce qui lui a valu une grande couverture médiatique en ligne. Peu après, son compte Instagram a été supprimé en raison de violations des directives de la communauté. Les médias ont décrit Kirschner comme un croisement entre un troll internet, une artiste performeuse et une « e-girl ». Kirschner a aussi été citée comme une influence sur l'esthétique de l'e-girl couramment adoptée par les utilisatrices de TikTok, dont elle fait partie.

## Vie et carrière en ligne
Kirschner est née le 23 octobre 1999 en Afrique du Sud et a ensuite déménagé au Royaume-Uni,. Kirschner possède un compte Instagram depuis 2015 et en juillet 2016 elle crée un compte YouTube. En août 2016, Kirschner a mis en ligne une vidéo de tutoriel beauté, montrant comment faire un œil de chat. 
En 2018, Kirschner commence à publier régulièrement des photos d'elle sur Instagram, qui ont une esthétique distincte et autoproclamée de « fille chat elfe bizarre », et elle utilise des accessoires tels que des perruques roses, des bas autofixants et des oreilles de chat. Elle produit également régulièrement du contenu lié au cosplay qui comprend des personnages tels que Harley Quinn et D.Va du jeu vidéo Overwatch. En mars 2018, Kirschner a lancé son compte sur Patreon, où les supporters peuvent faire un don mensuel et avoir accès à des ensembles de photos auto-décrites « obscènes ».  Son contenu recueille plus de 4 400 supporters sur le site web. Polygon note qu'un abonné a dépensé 2 500 $ en échange d'une conversation personnelle sur Skype avec Kirschner. En septembre, elle met en ligne une deuxième vidéo YouTube la montrant en train de visiter sa chambre rose pastel, tout en portant de fausses bretelles et des bas de cuisse. Rolling Stone a noté que son style dans cette deuxième vidéo est plus conforme à celui qu'elle adopté plus tard lors de son ascension sur Instagram, qu'ils décrivent comme « une princesse Disney actrice pornographique extraterrestre ».  
Une fois qu'elle a adopté cette nouvelle esthétique en ligne, son compte Instagram passe de 850 000 abonnés en novembre 2018 à 4,2 millions en juillet 2019. Son contenu commence également à inclure notamment et fréquemment des expressions faciales ahegao, qui sont des expressions exagérées, les yeux roulés en arrière, signifiant un orgasme, souvent présentés dans les hentai,. Complex a en outre décrit la nature du contenu de Kirschner, précisant que « avec ses photos plus traditionnelles, elle a aussi publié des clips d'elle-même mangeant un œuf cru, une coquille et autres. Une visite sur son compte est tout aussi susceptible de trouver des pièges pour les personnes excitées colorés que de voir des photos d'elle jouant avec une pieuvre morte. ». Alors qu'elle gagnait en popularité sur la plateforme, Kirschner a commencé à attirer la controverse pour son contenu. En janvier 2019, la créatrice de contenu pour adultes Indigo White a allégué que lorsqu'elle était mineure, Kirschner a utilisé les photos nues d'autres travailleuses du sexe et les a présentées comme étant les siennes. Une vidéo de février 2019, qui montrait Kirschner dansant sur une chanson sur le suicide en tenant une arme à feu, a également suscité la controverse. Peu de temps après sa publication, de fausses rumeurs de sa mort ont commencé à circuler en ligne. 

### Compte Pornhub et GamerGirl Bath Water
En juin 2019, Kirschner a posté sur Instagram, promettant de créer un compte Pornhub si sa publication atteignait 1 million de j'aimes. Pornhub a répondu au message, appelant cette publication « la meilleure nouvelle ». La publication a rapidement gagné plus de 1,8 million de j'aimes ; en réponse, Kirschner a tenu sa promesse et a créé un compte Pornhub, sur lequel elle a publié 12 vidéos. Les réactions à ce sujet ont été mitigées, voire négatives, car de nombreux fans de Kirschner étaient déçus que ses vidéos étaient des trolls qui avaient des titres et des vignettes trompeuses,. Chacune des vidéos a reçu de mauvais rapports, variant entre 66 % et 77 % d'appréciation. Pornhub Insights a également publié un rapport statistique détaillant que les vidéos de Kirschner sont devenues les plus "détestées de l'histoire du site". L'une des vidéos, intitulée « PEWDIEPIE va AU FOND de Belle Delphine », était un clip d'une minute qui présentait « Kirschner avec des oreilles de chat mangeant une photo du youtubeur PewDiePie, faisant un clin d'œil ». La vidéo a attiré l'attention du Youtubeur Suédois, qui a répondu avec humour, Plus tard en 2019, Kirschner a été nommée pour un prix Pornhub. En décembre, Pornhub a publié son rapport statistique annuel, qui incluait Kirschner comme la célébrité la plus recherchée en 2019 ; « Belle Delphine » était également le quatrième terme le plus recherché en général au cours de l'année. 
Le 1er juillet 2019, Kirschner a lancé sa boutique en ligne, ainsi qu'un produit baptisé "GamerGirl Bath Water",. Le produit a été commercialisé comme les restes de l'eau de son bain et était au prix de 30 $ (environ 27 €). Kirschner a déclaré que l'idée de vendre son eau de bain venait des commentaires récurrents des fans sur ses photos disant qu'ils voulaient boire son eau de bain. Lors de la vente initiale du produit, Kirschner a ajouté la note : «Cette eau n'est pas potable et ne doit être utilisée qu'à des fins sentimentales.» Le produit a été un succès commercial pour Kirschner, car le premier stock d'eau du bain s'est vendu en trois jours.  
Sa vente de GamerGirl Bath Water a rencontré la controverse, la couverture médiatique et les mèmes internet,. La réponse des utilisateurs généraux d'Internet a également inclus des arnaques autour de l'eau du bain, ainsi que des produits de parodie et de la contrefaçon. Deux jours après la rupture de stock de l'eau du bain, un site web a été créé pour tenter de capitaliser sur son succès, en vendant « GamerGirl Pee » (en français Urine de Fille Gamer) pour un peu moins de 10 000 $ ; il a été confirmé que ce nouveau site web et les produits ne sont pas associés à Kirschner. @BakeRises, un utilisateur Twitter depuis banni, a usurpé l'identité du Daily Mail comme moyen de fabriquer un titre alléguant que le produit de Kirschner a provoqué une épidémie d'herpès. Snopes a réfuté cette affirmation, déclarant que « l'histoire de l'herpès n'était qu'un canular. ». Des vidéos sur YouTube ont également vu le jour montrant des personnes buvant, cuisinant et vapotant l'eau du bain.  
EJ Dickson de Rolling Stone a noté que la réponse des médias alternaient entre « ridiculiser les fans pour leur naïveté et l'applaudir pour son sens du marketing. ». Katie Bishop, écrivant pour The Guardian, a rapporté que la vente avait été « largement moquée ». En concordance, l'International Business Times a écrit, « alors que certaines personnes étaient amusées par l'idée d'acheter l'eau du bain de quelqu'un, d'autres ont dit que quiconque avait acheté l'eau du bain étaient « tristes » et « pathétiques ». Patricia Hernandez de Polygon a commenté : « Cela semble peut-être une chose étrange à faire, mais c'est très similaire au phénomène des prostituées qui vendent des objets intimes, comme des culottes. » Hernandez a également déclaré : « Ce qui est curieux à propos de l'agitation latérale de Kirschner, c'est que ça semble être un mélange de business et d'art de performance de niveau supérieur. Dans la vidéo annonçant l'eau du bain, elle appelle carrément cela un coup de pub. Et si vous regardez son œuvre Instagram plus large, le travail de Kirschner est défini par sa volonté d'aller droit au but. Le résultat est aussi étrange que drôle. ».
Dans une interview avec The Guardian en juillet 2019, Kirschner a déclaré : "J'ai de la chance. Je peux faire des choses folles et voir le monde y réagir, et il y a certainement du plaisir là-dedans, même si c'est parfois un peu effrayant. Je reçois de plus grandes réactions à mon contenu étrange, mais je pense que c'est seulement possible car je fais aussi du contenu osé.". Elle a ajouté : « Je pense que cela a été incroyable et amusant, mais il est temps de passer à d'autres choses. J'ai un journal à côté de mon lit plein d'idées folles. Je ne suis pas sûr de ce qui va surmonter ça, mais j'ai hâte de voir ce qui va suivre. »  

### Suspension de compte Instagram et pause
Le 19 juillet 2019, le compte Instagram de Kirschner a été banni de la plateforme. Business Insider a rapporté que la suspension du compte de Kirschner est intervenue « après une campagne de signalement coordonnée contre elle ». Cependant, un porte-parole d'Instagram a déclaré au magasin que son compte n'avait pas été supprimé en raison de la campagne susmentionnée, mais plutôt parce qu'elle violait les directives communautaires de l'entreprise. Le contenu ou la raison spécifique qui a conduit à la suspension de Kirschner n'a pas été fourni par le porte-parole, qui a cité la vie privée. Au moment de son interdiction, le compte « belle.delphine » comptait plus de 4,5 millions de followers selon Business Insider et Social Blade, une firme d'analyse des réseaux sociaux. Commentant l'interdiction, elle a déclaré qu'elle était en contact avec Instagram pour restaurer son compte. 
Après sa suspension d'Instagram, Kirschner a utilisé ses comptes Patreon et Twitter pour communiquer avec ses abonnés. Après un tweet le 21 août, elle est devenue inhabituellement inactive sur ses plateformes de médias sociaux. Cela a incité bon nombre de ses partisans de Patreon à croire qu'ils étaient victimes d'une arnaque, comme elle l'avait promis auparavant. Pendant sa pause, PewDiePie a présenté des mèmes relatifs à son produit GamerGirl Bath Water dans sa série Meme Review.
Le 4 octobre 2019, le co-animateur de H3 Podcast, Ethan Klein, a laissé entendre que Kirschner avait peut-être eu des problèmes juridiques en raison de la vente de son eau de bain. Quelques jours plus tard, le 7 octobre, Kirschner a tweeté une image affirmant qu'il s'agissait de sa photo, avec une légende précisant qu'elle avait été arrêtée.  L'image contenait un filigrane « Metropolitan Police Service », bien qu'il n'y ait aucune preuve externe d'une arrestation, et la police métropolitaine a déclaré que la déclaration n'avait pas pu être vérifiée. Kirschner a ensuite publié un autre tweet, révélant que quelqu'un avait volé son hamster de compagnie lors d'une fête et que son vandalisme de la voiture de cette personne avait entraîné son arrestation,. Les publications en ligne et les utilisateurs ont exprimé des inquiétudes quant à la validité des affirmations de Kirschner en raison de ses trolls précédents ; certains ont noté que les photos d'identité de la police métropolitaine ne contiennent pas de filigranes. Kirschner a mis en ligne sa quatrième vidéo YouTube le 4 novembre 2019, avant de faire une pause.

### Retour sur les réseaux sociaux
En juin 2020, Kirschner est revenue sur les réseaux sociaux, publiant un clip musical sur YouTube parodiant la chanson "Gooba " du rappeur américain 6ix9ine. La vidéo est également vue comme une promo pour ses comptes Instagram, TikTok et OnlyFans recréés.

### Publication de vidéos pornographiques sur OnlyFans
En décembre 2020, Kirschner publie une série de vidéos pornographiques sur son compte OnlyFans visible contre le paiement d'un abonnement. Elle y pratique des fellations, des pénétrations vaginales et anales avec son compagnon ou avec un godemichet. Les vidéos tirées de sa sextape ont ensuite rapidement fuité sur les réseaux sociaux et certains sites pornographiques populaires.

## Réception des médias et image publique
Le personnage Belle Delphine de Kirschner et son contenu connexe ont suscité beaucoup de curiosité et d'analyse de la part des utilisateurs en ligne et des médias. Divers points de vente, dont Business Insider, The Cut, Kotaku et Polygon l'ont décrite comme une "troll" et plusieurs exemples de son activité en ligne des "coups de pub",,,. Beaucoup de ces médias affirment également qu'il existe une couche satirique et ironique dans son contenu. Bishop a écrit que Kirschner « a réussi à exploiter une sous-culture en ligne en créant un contenu qui existe quelque part entre les pranks sur internet et la photographie érotique. Pour beaucoup de ses followers, Delphine est une personnalité avant d'être un modèle pornographique ». Écrivant pour Kotaku, Joshua Rivera était d'avis que la sexualité manifestée dans le contenu de Kirschner était présentée de manière satirique, « compte tenu de sa longue liste de cascades qui ont toutes tendance à se renverser ou à jouer avec des thèmes fétichistes bien établis ».  
La présence polarisante de Kirschner sur les réseaux sociaux a également été notée, le London Evening Standard indiquant qu'elle « a déclenché une vague de débats en ligne, avec des fans qui l'ont tout appelé d'un maître manipulateur à un stéréotype sexiste nuisible des filles gamer ». Business Insider a cité une réponse d'un fan en particulier, qui a comparé Kirschner à un « Andy Warhol de 2019 ». Alex Galbraith, écrivant pour Complex, a commenté que ses « cascades » exceptionnellement étranges « semblent satiriser toute l'idée du sex-appeal. ». La qualifiant de « troll surréaliste devenue trop pour Instagram », Business Insider classe Kirschner 89e sur l'édition 2019 de sa liste UK Tech 100. Le but de la liste est de présenter les « cent personnes les plus intéressantes, innovantes et influentes qui façonnent la scène technologique britannique ».  
Son association avec son image d'E-girl a été couverte par les médias, avec des publications qui l'ont citée comme influençant l'esthétique E-girl communément trouvée sur TikTok. Kotaku et Business Insider ont décrit Kirschner comme une « E-girl consciente d'elle » et comme une figure que certains peuvent désigner comme « un symbole de la première vague d'e-girl ». De plus, son association avec une image de gameuse et ses thèmes ont été particulièrement mise en évidence par les médias. Après que son produit GamerGirl Bath Water soit devenu viral sur Internet, Rivera a estimé que « même la notion d'« eau de bain de fille gameuse" joue avec toutes sortes de stéréotypes sur les femmes dans les jeux vidéo et comment certains hommes les voient: comme des licornes mythiques à convoiter ». EJ Dickson de Rolling Stones décrit les publications de Kirschner comme étant plus « bizarre » et « ridicule », plutôt que « ouvertement sexuel », et a estimé que: « Un tel contenu semble indiquer que Delphine se penche dans - si elle ne parodie pas ouvertement- la perception de la fille idéale comme une jeune fille chaude et innocente dont le désir de jouer à Fortnite n'est éclipsé que par son désir de bite de gamer ringard ». Dickson a également expliqué pourquoi Kirschner suscite beaucoup de controverse, écrivant que : « Delphine se présente comme une « gameuse », qui s'engage avec un stéréotype très spécifique sur les femmes du gaming. Dans la communauté gaming, il y a une perception de longue date des joueuses en tant que chercheurs d'attention désespérés qui se sexualisent pour obtenir plus de vus et capitaliser sur le désir des mecs excités des filles geek. ». Lela London, écrivant pour The Telegraph, a estimé que « pour que les femmes échappent vraiment à l'emprise sexuée du jeu, nous devons élever plus de gameuses non fétichisées au sommet. Kirschner est la preuve qu'il reste encore beaucoup à faire » Aoife Wilson, responsable de la vidéo chez Eurogamer a au contraire commenté positivement le personnage et le contenu en ligne de Kirschner, affirmant que « Kirschner est une femme d'affaires incroyablement avisée. Elle a gagné un énorme succès en ligne grâce à son amour du cosplay et sa capacité à reproduire des visages ahegao réels. Elle a maintenu cet élan en s'engageant avec ses followers et en essayant de nouvelles choses, en contournant toujours la ligne entre sexy et surréalisme. Elle connaît absolument son public ».
La connexion de son contenu avec des thèmes trouvés dans la culture populaire japonaise a également été examinée. Dickson a écrit que les références à la culture japonaise dans le contenu de Kirschner lui ont valu quelques critiques, car elle a été « accusée de racisme et d'appropriation culturelle dans son cosplay, ainsi que de capitaliser sur l'érotisation des jeunes filles". À l'inverse, l'actrice pornographique japonaise Marica Hase a déclaré : « Je vois ses personnages de mangas comme davantage un hommage et non du racisme ».